# Ivica Račan
Ivica Račan (født 24. februar 1944 i Ebersbach, Sachsen, Tyskland, død 29. april 2007 i Zagreb, Kroatien) var en tyskfødt kroatisk politiker, der var landets premierminister fra 2000 til 2003 og formand for Socijaldemokratska partija Hrvatske fra 1990 til sin død.
Hans politiske karriere begyndte i 1961, da han blev medlem af Kroatiens Kommunistforbund. Efter det kroatiske forår avancerede han i partihierarkiet og blev i 1989 partiformand. I forbindelse med Jugoslaviens opløsning i begyndelsen af 1990'erne stod han i spidsten for partiets reformation til et moderne socialdemokratisk parti. Han blev premierminister i en koaltion med landets socialliberale parti og fire mindre midterpartier. Regeringen, der var den første koalition i moderne kroatisk historie, nødvendiggjorde en stærkt kompromissøgende attitude, hvilket ikke lod sig gøre i længden. 
I 2002 trådte Račan derfor tilbage. Udenrigspolitisk stod han for et opgør med den semi-isolation, landet havde befundet sig i siden Tuđman-æraen og indledte en proces mod medlemskab af EU. Račan døde af kræft i 2007.